# Gaertnera madagascariensis
Gaertnera madagascariensis är en måreväxtart som först beskrevs av Joseph Dalton Hooker, och fick sitt nu gällande namn av Simon T. Malcomber och Aaron Paul Davis. Gaertnera madagascariensis ingår i släktet Gaertnera och familjen måreväxter. Inga underarter finns listade i Catalogue of Life.